# Виго (округ)
Ви́го (англ. Vigo County) — округ в штате Индиана, США. Официально образован 1-го февраля 1818 года. По состоянию на 2010 год, численность населения составляла 107 848 человек.

## География
По данным Бюро переписи США, общая площадь округа равняется 1 063,067 км2, из которых 1 044,574 км2 суша и 18,493 км2 или 1,740 % это водоемы.

## Население
По данным переписи населения 2000 года в округе проживает 105 848 жителей в составе 40 998 домашних хозяйств и 26 074 семей. Плотность населения составляет 101,00 человек на км2. На территории округа насчитывается 45 203 жилых строений, при плотности застройки около 43,00-x строений на км2. Расовый состав населения: белые — 90,66 %, афроамериканцы — 6,04 %, коренные американцы (индейцы) — 0,27 %, азиаты — 1,22 %, гавайцы — 0,04 %, представители других рас — 0,39 %, представители двух или более рас — 1,38 %. Испаноязычные составляли 1,20 % населения независимо от расы.
В составе 29,60 % из общего числа домашних хозяйств проживают дети в возрасте до 18 лет, 48,00 % домашних хозяйств представляют собой супружеские пары проживающие вместе, 11,70 % домашних хозяйств представляют собой одиноких женщин без супруга, 36,40 % домашних хозяйств не имеют отношения к семьям, 30,00 % домашних хозяйств состоят из одного человека, 11,90 % домашних хозяйств состоят из престарелых (65 лет и старше), проживающих в одиночестве. Средний размер домашнего хозяйства составляет 2,38 человека, и средний размер семьи 2,96 человека.
Возрастной состав округа: 22,90 % моложе 18 лет, 14,30 % от 18 до 24, 27,30 % от 25 до 44, 21,30 % от 45 до 64 и 14,20 % от 65 и старше. Средний возраст жителя округа 35 лет. На каждые 100 женщин приходится 96,60 мужчин. На каждые 100 женщин старше 18 лет приходится 93,80 мужчин.
Средний доход на домохозяйство в округе составлял 33 184USD, на семью — 42 957 USD. Среднестатистический заработок мужчины был 32 854 USD против 22 381 USD для женщины. Доход на душу населения составлял 17 620 USD. Около 10,30 % семей и 14,10 % общего населения находились ниже черты бедности, в том числе — 17,60 % молодежи (тех, кому ещё не исполнилось 18 лет) и 9,50 % тех, кому было уже больше 65 лет.